# John Herschel
John Herschel, punim imenom John Frederick William Herschel (Slogh kod Windsora, 7. ožujka 1792. - Collingwood kod Hawkhursta, 11. svibnja 1871.), engleski astronom, matematičar, kemičar i fotograf. Sin je Fredericka Williama Herschela i nećak Caroline Lucretie Herschel. Nastavio očevo istraživanje maglica, dvojnih zvijezda i zvjezdanih skupova i dopunjavao njegove zvjezdane kataloge. Izgradio zvjezdarnicu kraj Capetowna (1834.), opažao južno nebo te sastavio Opći katalog maglica i zvjezdanih skupova (eng. A General Catalogue of Nebulae and Clusters of Stars, 1864.), koji je poslije prerastao u Novi opći katalog (eng. New General Catalogue, NGC). Razvijao fotografiju (uveo nazive pozitiv i negativ), osobito astronomsku fotografiju. Izumio je pirheliometar. Imenovao 7 Saturnovih satelita (Diona, Enkelad, Japet, Mimas, Reja, Tetija i Titan) i 4 Uranova satelita (Ariel, Oberon, Titanija i Umbrijel). Član Kraljevskog društva (eng. Royal Society) od 1813. Po njem je nazvan krater na Mjesecu (J. Herschel) i Marsu (Herschel). Otkrio je 525 maglica i zvjezdanih skupova te 3300 dvostrukih zvijezda. Astronomijom se bavio od 1816. Njemu u čast ime su dobili Herschelov otok u Arktičkom oceanu, sjeverno od teritorija Yukon, selo Herschel na zapadu kanadske pokrajine Saskatchewan, planina Herschel na Antarktici, Mjesečev krater John Herschel te djevojačka škola Herschel (eng. Herschel Girls' School) u Capetownu.

## Pirheliometar
Pirheliometar ili aktinometar je mjerni instrument kojim se mjeri koliko neko zračenje može zagrijati tvar. Najčešće se primjenjuje za stalno (kontinuirano) zapisivanje izravnoga Sunčeva zračenja. Izumio ga je John Herschel.
Pirheliometar služi za mjerenje samo izravnog Sunčevog zračenja, za razliku od piranometra, koji mjeri ukupno Sunčevo zračenje, raspršeno i izravno ozračenje na vodoravnu plohu. Mjerenje izravnog (direktnog) Sunčevog zračenje je svakako jedno od najsloženijih mjerenja u određivanju potencijala energije Sunca. On se sastoji od termočlanaka na dnu uskog cilindra, tako je vidni kut instrumenta samo oko 5°, odnosno 0,005 steradijana. Takvom geometrijom se omogućava registracija samo zračenja koje dolazi iz uskog pojasa oko Sunčevog diska. Prijemna površina instrumenta u svakom trenutku mora biti okomita na Sunčeve zrake tako da pirheliometri moraju pratiti Sunce po nebu uz kutnu grešku manju od 0,75° (proizvodač Kipp & Zonnen) ili 1,5° (proizvodač Epply), što zahtijeva složen i precizan mehanički sustav za praćenje kretanja Sunca. Takvi sustavi za dvoosno praćenje Sunca su za red veličine skuplji od samog mjernog instrumenta. Izmjerene podatke je potrebno normalizirati na srednju udaljenost Zemlje od Sunca, a instrument kalibrirati prema instrumentu više klase, prema standardu ISO 9060:1990 E.
Raspršeno Sunčevo zračenje se može mjeriti piranometrom ako se Sunčev disk zasjeni tako da do instrumenta ne može doći izravno Sunčevo zračenje. To se može postići na više načina. Najčešće se za zasjenjivanje koristi polukružna ili kružna metalna traka, promjera od 0,5 do 1,5 m orijentirana u smjeru istok zapad tako da zasjenjuje Sunčev disk od izlaska do zalaska Sunca, s vidnim kutnom zasjenjenja dovoljnim da potpuno blokira Sunčev disk (na primjer 10,6° za model Kip&Zonen CM 121B).

## Fotografija
Fotografija je postupak dobivanja trajne slike predmeta djelovanjem elektromagnetskoga zračenja (najčešće svjetlosti, to jest vidljivog dijela spektra) na fotoosjetljivu podlogu. Fotografija je također i pojedinačna slika dobivena tim postupkom. Svjetlost odražena od stvarnog predmeta projicira se na fotoosjetljivu podlogu optičkim sustavom, najčešće objektivom kamere ili fotografskog aparata, i uzrokuje na njoj promjene koje su kod klasičnih fotografskih postupaka fotokemijske, a kod digitalne fotografije fotoelektrične naravi. Naziv fotografija prvi je upotrijebio britanski znanstvenik J. F. W. Herschel 1839. J. F. W. Herschel je uveo nazive pozitiv i negativ, a razvijao je osobito astronomsku fotografiju.

## Vanjske poveznice
- Životopis Arhivirana inačica izvorne stranice od 17. srpnja 2013. (Wayback Machine)
- R. Derek Wood (2008), 'Fourteenth March 1839, Herschel's Key to Photography'
- Herschelov muzej astronomije
- Kronologija astronomije u Južnoj Africi[neaktivna poveznica]
- Wikisource copy of a notice from 1823 concerning the star catalogue, članak u Astronomische Nachrichten